# Aldina Martano
Alda Martano (Torino, 7 maggio 1948 – Candiolo, 1º febbraio 2004) è stata un'attrice e showgirl italiana.

## Biografia
Torinese di nascita, cominciò la sua carriera giovanissima in televisione e in teatro. Passò al cinema nel 1973, quando ottenne una parte in Provaci anche tu, Lionel di Roberto Bianchi Montero.
In TV presentò il programma musicale sui cantautori Qualcosa da dire, accanto a Memo Remigi (1974).
Inclinatasi verso il cinema erotico, che ne sfruttò la sua prosperosità, bruciò in un decennio la sua carriera, ritagliandosi una parte in Grand Hotel Excelsior (1982) di Castellano e Pipolo.
Nel 1979 sposò Mauro Bronchi, membro del trio delle sorelle Bandiera. Verso la fine degli anni ottanta, recitò in un paio di serie TV, ma con piccoli ruoli, prima di ritirarsi.
Negli ultimi anni lavorò come regista presso i centri regionali Rai del Piemonte.
È morta nel 2004 all'età di cinquantacinque anni.

## Filmografia

### Cinema
- Paolo il caldo, regia di Marco Vicario (1973)
- Provaci anche tu, Lionel, regia di Roberto Bianchi Montero (1973)
- Le scomunicate di San Valentino, regia di Sergio Grieco (1974)
- Cassiodoro il più duro del pretorio, regia di Oreste Coltellacci (1976)
- Grand Hotel Excelsior, regia di Castellano e Pipolo (1982)
- Voglia di guardare, regia di Joe D'Amato (1986)
- La monaca nel peccato, regia di Joe D'Amato (1986)

### Televisione
- Serata al gatto nero – miniserie TV (1973)
- Orfeo 9, regia di Tito Schipa Jr. – film TV (1973)
- No, no, Nanette, regia di Vito Molinari – film TV (1974)
- Nata d'amore – miniserie TV (1984)
- Diciottanni - Versilia 1966 – serie TV (1988)
- College – serie TV, episodio 1x03 (1990)
- Aquile – serie TV (1990)